# 아이러브니키
《아이러브니키》(중국어: 奇迹暖暖, 한자음: 기적난난)는 2015년 런칭한 중국산 여성향 게임이다. 난난(暖暖)은 니키의 중국식 명칭으로, 아이러브커피, 아이러브파스타를 서비스하는 파티게임즈가 들여오면서 대한민국엔 아이러브니키라는 이름으로 2016년 런칭되었다. 일본에선 기적(奇迹)이란 뜻을 살려 《미라클니키》라는 이름으로 서비스하고 있다. 미라클 대륙을 여행하며 다양한 인물들과 조우하고 의상을 수집, 배틀하여 최고의 스타일리스트로 성장시켜나가는 의상수집형 RPG게임이다. 카카오측에선 초기에 '걸플레잉게임'으로 홍보하였다. 매출차트에 꾸준히 이름을 올리며 3년째 장수하는 게임 중 하나다.

## 니키 시리즈
1. 2012년 - 《니키의 패션스토리》 (중국어: 暖暖的换装物语, 영어: Nikki Up2U)[5]
2. 2014년 - 《니키의 세계일주》 (중국어: 暖暖环游世界, 영어: Nikki Up2U2: World Traveler)[6]
3. 2015년 - 《아이러브니키》 (중국어: 奇迹暖暖, 한자음: 기적난난, 영어: Nikki Up2U3: Miracle Nikki)[7]
4. 2019년 - 《샤이닝니키》 (중국어: 閃耀暖暖, 한자음: 섬요난난, 영어: Shining Nikki)

아이러브니키는 2012년부터 서비스해온 니키시리즈의 3번째 발매작이자 대한민국에 들여온 1번째 작품이다. 개발사 페이퍼게임즈는 후속작인 섬요난난(閃燿暖暖), 샤이닝니키를 2019년 4월 대만에 선출시하였고 후속작의 국내배급사는 누가 될지 귀추가 주목되었으나 페이퍼게임즈가 2019년 7월 국내지사를 설립하면서 직접 퍼블리싱에 나설것으로 보여진다.

## 등장인물
니키
모모
안나
수정
설아
올랜도
월천상
멜라니
헤일리
델핀
소피아
스테파니
엠마
플린(섀도우)
니드호그
레드
우현
백영
루이
루이스
클라리스
명수연
진아
재이
란차
에리카
봄의 정령
여름의 정령
가을의 정령
겨울의 정령

## 새로 등장하는 인물들 (샤이닝니키)
바다
아이
로앙
소연
진의
조이
머큐리
릴리스(화화)

## 여정
1장과 2장으로 나뉘어 있다. 1장에는 1챕터부터 19챕터가 있으며 15챕터와 19챕터는 상,하로 나뉘어 있다. 2장은 1챕터부터 9챕터가 있으며 6챕터는 상,하이다. 또한 공주급도 있는데(1장 3챕터 클리어 시 오픈) 기본인 소녀급보다 난이도가 조금 더 상승하고 1일 제한횟수(3회)가 있다는 점, 하트가 소녀급(4)보다 2만큼 더 소모된다는 점, 승리 시 NPC와의 점수차가 약 30000점이 많아야 S급을 받는다는 점이 다르다.
그리고 1장보다 2장에서 스타코인이 더 많이 소비된다. 모아두는 것을 추천. 또한 2장은 해당 챕터 공주급의 의상을 필요로 하기에 드랍률이 좋아야 빨리 깰 수 있다.
여정 공주급을 모두 S급으로 클리어하면 살생셋(살아생전 만들 수 있을까하는 엄청난 스타코인과 공주급 재료의 세트)의 1파츠를 얻을 수 있다. 한판에 공개된 살생셋은 별빛바다(1~7챕터), 고대의 백조(1~8챕터), 글레이스(9~11챕터), 바람의 노래(12~16챕터), 벚꽃연가(17~19챕터), 시간의 서사시(2장 1~3챕터), 하리드의 전설(2장 4~6챕터)이다.